# Wincanton Classic
A Wincanton Classic (igualmente conhecido baixo o nome de Leeds Internacional Classic e Rochester Internacional Classic) é uma clássica que se desenvolveu entre 1989 e 1997 no Reino Unido no marco da Copa do mundo de ciclismo.

## História
A carreira está criada para responder ao objectivo de globalização do ciclismo querido pelo Union cycliste internationale que acaba de criar um novo challenge : a Copa do mundo.
Desenvolve-se a primeira vez em 1989 em Newcastle, depois passa a Brighton em 1990 e 1991. No ano seguinte está transferida a Leeds, e é afamada Leeds Internacional Classic, entre 1994 e 1996. Em seu último ano, mantém-se a Rochester para resultar a Rochester Internacional Classic. Em 1998, está substituída na Copa do mundo pela HEW Cyclassics.
Durante a sua existência, disputa-se justo após o Tour de France, e constitui uma cita de entidade durante o verão.

## Palmarés
| Ano  | Vencedor            | Segundo             | Terceiro           |
| ---- | ------------------- | ------------------- | ------------------ |
| 1989 | Frans Maassen       | Maurizio Fondriest  | Sean Kelly         |
| 1990 | Gianni Bugno        | Sean Kelly          | Rudy Dhaenens      |
| 1991 | Eric Van Lancker    | Rolf Gölz           | Jan Goessens       |
| 1992 | Massimo Ghirotto    | Laurent Jalabert    | Bruno Cenghialta   |
| 1993 | Alberto Volpi       | Jesper Skibby       | Maurizio Fondriest |
| 1994 | Gianluca Bortolami  | Viatcheslav Ekimov  | Bo Hamburger       |
| 1995 | Maximilian Sciandri | Roberto Caruso      | Alberto Elli       |
| 1996 | Andrea Ferrigato    | Maximilian Sciandri | Johan Museeuw      |
| 1997 | Andrea Tafi         | Andrea Ferrigato    | Gianluca Bortolami |